# Der Nebel
Der Nebel (Originaltitel: The Mist) ist ein Science-Fiction-Horrorfilm aus dem Jahr 2007 von Regisseur Frank Darabont, der auch das Drehbuch zum Film schrieb. Grundlage bildete die gleichnamige Geschichte von Stephen King, welche erstmals 1985 in der Kurzgeschichtensammlung Skeleton Crew (deutscher Titel: Im Morgengrauen) veröffentlicht wurde.

## Handlung
Während eines Unwetters in der Nähe der Kleinstadt Castle Rock im US-Bundesstaat Maine wird das Bootshaus der Familie des Künstlers David Drayton von umstürzenden Bäumen beschädigt. David fährt gemeinsam mit seinem Sohn Billy und seinem Nachbarn Brent Norton in die Stadt, um Einkäufe im lokalen Supermarkt zu tätigen und Material für die provisorischen Reparaturen zu besorgen.
Ein undurchdringlicher Nebel breitet sich in der gesamten Gegend aus. Wie sich herausstellt, halten sich in diesem Nebel unheimliche Wesen auf, die die Menschen angreifen und töten. Eine Gruppe von Menschen verschanzt sich im Supermarkt, darunter auch Brent, David sowie sein Sohn Billy.
Mrs. Carmody, eine religiöse Fanatikerin, bringt einige der Überlebenden auf die Idee, dass der Nebel eine Strafe Gottes – vergleichbar mit den biblischen zehn Plagen – sei und nur ein Menschenopfer Rettung bringen könne. Die Überlebenden spalten sich daraufhin in zwei Gruppen auf, die sich jeweils um Mrs. Carmody und David scharen. Jessup, ein einfacher Soldat aus dem Ort, der in der nahegelegenen Militärbasis stationiert ist, gesteht, dass der Nebel wohl das Ergebnis des „Arrowhead-Projekts“ des Militärs sei, bei dem ein Tor in eine andere Dimension geöffnet wurde, wodurch die fremden Kreaturen vermutlich in unsere Welt gelangen konnten. Jessup wird von Mrs. Carmody für schuldig befunden und von deren Anhängern erst mit Messern attackiert und dann, noch lebend, vor den Supermarkt geworfen. Dort packt ihn eines der Monster und verschwindet im Nebel.
Als Carmody auch noch Davids Sohn opfern will, wird sie von Ollie, einem Angestellten des Supermarkts, erschossen. David gelingt es, zusammen mit seinem Sohn und drei weiteren Überlebenden sein Auto auf dem Parkplatz des Supermarktes zu erreichen. Er fährt zunächst nach Hause, wo er feststellt, dass seine Frau bereits tot ist. Sie beschließen nun, nach Süden zu fahren, um dem Nebel zu entkommen. Unterwegs stapft eine gigantische, sechsbeinige Kreatur über sie hinweg. Auch als ihnen schließlich das Benzin ausgeht, ist noch kein Ende des Nebels in Sicht. Die vier erwachsenen Überlebenden entscheiden sich für den schnellen Tod durch eine Kugel, um nicht Opfer der Kreaturen zu werden. David hat in seinem Revolver jedoch nur noch vier Patronen – für fünf Personen. Er erschießt die drei Erwachsenen und seinen eigenen Sohn, dem er zuvor versprochen hatte, dass ihn die Monster niemals kriegen würden.
Schließlich verlässt David das Auto und schreit nach den Kreaturen, von denen er nun erwartet, dass sie ihn töten. Stattdessen schält sich langsam ein Panzer aus dem Nebel, der einer langen Armeekolonne vorausfährt. Der Nebel geht langsam zurück, die Soldaten evakuieren die Überlebenden und gehen mit Flammenwerfern gegen die Ungeheuer und deren Brutstätten vor. Mit der Erkenntnis, seinen Sohn und die anderen erschossen zu haben, obwohl Hilfe nahte, bricht David schreiend zusammen.

## Hintergrund
Die Dreharbeiten begannen im Februar 2007. Gedreht wurde ausschließlich in Shreveport in Louisiana. Die Produktionskosten wurden auf rund 18 Millionen US-Dollar geschätzt. Seine Filmpremiere feierte der Film mit dem Kinostart in den USA am 21. November 2007. In den deutschen Kinos war der Film ab dem 17. Januar 2008 zu sehen, in der Schweiz eine Woche später. Der Kinostart in Österreich war am 22. Februar 2008. Der Film spielte in den Kinos weltweit rund 57 Millionen US-Dollar ein, davon rund 1,7 Millionen US-Dollar in Deutschland. In den USA wurden Einnahmen in Höhe von rund 25,6 Millionen US-Dollar erzielt, wovon fast 9 Millionen US-Dollar auf das Eröffnungswochenende entfielen.
Regisseur Frank Darabont wollte den Film ursprünglich in Schwarzweiß veröffentlichen, das Studio sah jedoch den finanziellen Erfolg gefährdet, da man der Meinung war, dass Schwarzweißfilme vom Publikum heutzutage nicht akzeptiert werden. So erschien der Film in der bekannten farbigen Version. Im August 2008 wurde dann eine 3-Disc-Edition des Films veröffentlicht, welche auf der zweiten DVD den Film in der von Darabont gewünschten Schwarzweiß-Fassung enthält, die Director’s Choice genannt wurde.
Im Film ist der Protagonist David Drayton ein Künstler, der Filmposter malt. Regisseur Darabont erklärte, dass er die Figur an den tatsächlichen Filmposter-Künstler Drew Struzan anlehnte und die Eröffnungsszene im Film eine Hommage an ihn sein sollte. So diente dessen Atelier als Vorlage, zudem hat Struzan auch das Plakat aus der Anfangsszene speziell für den Film gemalt, das mit der Darstellung von Roland von Gilead, dem dunklen Turm und der Rose auf Stephen Kings Fantasy-Saga Der Dunkle Turm anspielen soll. Im Hintergrund sind zudem Illustrationen zu den Filmen Das Ding aus einer anderen Welt, Pans Labyrinth und Die Verurteilten zu sehen, wobei bei letzterem ebenfalls Darabont Regie führte. Neben der Anspielung auf John Carpenters Produktion Das Ding aus der anderen Welt griff Frank Darabont weitere grundlegende Elemente aus The Fog, einer weiteren Produktion von John Carpenter, auf.
Chris Owen trägt in der Rolle des Norm ein T-Shirt mit der Aufschrift „WKIT Radio“, einem Radiosender aus Bangor, der Stephen King gehört. Weiterhin ist eine Hommage an Stephen King in einer Actionszene zu sehen, in der ein Mann in ein Bücherregal stürzt, das lediglich von Stephen King verfasste Bücher enthält. Zudem trägt die von den Protagonisten aufgesuchte Apotheke den Namen „King's Pharmacy“ – bemerkenswert dabei ist, dass King einen Cameo-Auftritt in der Verfilmung Thinner – Der Fluch seines Romans Der Fluch hatte, bei dem er als Apotheker auftrat. Schließlich fragte Frank Darabont bei Stephen King an, ob dieser in einer Nebenrolle auftreten wolle. King lehnte dies ab, so dass Brian Libby nun in der Rolle des Bikers zu sehen ist.
Laut Audio-Kommentar des Regisseurs ähnelt die Art des Todes von Mrs. Carmody nicht zufällig einer Szene aus dem Film Botschafter der Angst, sondern ist als direkte Reverenz an den Film gedacht.
Als Bedingung für seine Regiearbeit bei Dimension Films bestand Darabont darauf, dass das von ihm erdachte, von der Vorlage abweichende Filmende keinesfalls geändert werden würde. Die ursprüngliche Konzeption des Films wurde bei Paramount Pictures entwickelt. Nach Die Verurteilten und The Green Mile sowie dem Kurzfilm Vergiftet war Der Nebel bereits die vierte Adaption einer Geschichte Kings durch Darabont. Zugleich ist der Film mit einer Laufzeit von rund 126 Minuten die bislang kürzeste abendfüllende Produktion des Regisseurs.
Ebenso wie der Regisseur waren auch einige Schauspieler bereits bei mehreren Verfilmungen von King-Romanen zu sehen. Thomas Jane hatte eine Rolle in Dreamcatcher und Frances Sternhagen war an Misery beteiligt.
Für William Sadler war die Verfilmung nicht der Erstkontakt mit Kings Geschichte The Mist. Er hatte zuvor bereits bei einer Audioproduktion der Geschichte die Rolle des David Drayton eingesprochen.
Als Fan der US-Fernsehserie The Shield – Gesetz der Gewalt wurde Regisseur Darabont vom Schöpfer der Serie Shawn Ryan eingeladen, die Regie für eine Folge zu übernehmen, was er in der sechsten Staffel in der Episode Chasing Ghosts (Jagd auf Gespenster) auch tat. Aufgrund des begrenzten Budgets und des engen Zeitrahmens, die ihm für sein Spielfilm-Projekt Der Nebel vorgegeben wurden, verpflichtete er später zahlreiche Mitarbeiter der TV-Serie, darunter Kameramann Rohn Schmidt, zwei Kameraassistenten, den Script-Supervisor und den Filmeditor, was wesentlich zur schnellen Produktion und dem halbdokumentarischen „TV-Look“ des Spielfilms beitrug, der stark von seinen bisherigen Spielfilmen abweicht. Für die Dreharbeiten, die an 37 Drehtagen erfolgten, wurde eine sechswöchige Drehpause in der Produktion der Fernsehserie genutzt.

## Synchronisation
Die deutsche Synchronisation übernahm die  Hermes Synchron GmbH in Potsdam. Dialogbuch und -regie stammen von Marius Clarén.
| Darsteller          | Rolle            | Synchronsprecher    |
| ------------------- | ---------------- | ------------------- |
| Thomas Jane         | David Drayton    | Thomas Nero Wolff   |
| Marcia Gay Harden   | Mrs. Carmody     | Arianne Borbach     |
| Laurie Holden       | Amanda Dunfrey   | Christin Marquitan  |
| Buck Taylor         | Ambrose Cornell  | Eberhard Prüter     |
| Robert C. Treveiler | Bud Brown        | Thomas Schmuckert   |
| Andre Braugher      | Brent Norton     | Oliver Siebeck      |
| Brandon O’Dell      | Bobby Eagleton   | Klaus-Peter Grap    |
| Jack Hurst          | Joe Eagleton     | Andreas Müller      |
| Toby Jones          | Ollie Weeks      | Christian Gaul      |
| William Saddler     | Jim Grondin      | Rainer Doering      |
| Jeffrey DeMunn      | Dan Miller       | Thomas Kästner      |
| Frances Sternhagen  | Irene Reppler    | Marianne Lutz       |
| Sam Witwer          | Gefreiter Jessup | Marius Clarén       |
| Nathan Gamble       | Billy Drayton    | Patrick Krauthwurst |
| Kelly Collins Lintz | Steff Drayton    | Dascha Lehmann      |
| Andy Stahl          | Mike Hatlen      | Bernd Vollbrecht    |
| Alexa Davalos       | Sally            | Ranja Bonalana      |
| Chris Owen          | Norm             | Timm Neu            |
| David Jensen        | Myron            | Gerald Schaale      |
| Susan Malerstein    | Hattie           | Karin David         |
| Amin Joseph         | MP               | Tim Moeseritz       |
| Melissa McBride     | Mutter           | Silvia Mißbach      |
| Brian Libby         | Biker            | Gerald Paradies     |

## Kritik
Das Lexikon des internationalen Films urteilt, der Film sei „ein vielschichtiger, verstörender, spannend inszenierter Horrorfilm nach einer Vorlage von Stephen King, der dem Genre neue kreative Impulse verleiht.“
Stephen King war nach eigener Aussage von Darabonts Adaption seiner Kurzgeschichte „ernsthaft beängstigt“ („genuinely frightened“). Frank Darabont beschrieb diese Aussage als den „glücklichsten Moment seiner Karriere“. Nach King sei „Darabonts Vision der Hölle völlig kompromisslos,“ bei dem vor allem das Ende den Zuschauern „das Herz herausreiße.“ Nach King hätte er das Ganze auch „mit höherem Budget machen können – doch er weigerte sich, ein fröhliches Alles-ist-gut-Kinderchen-Ende zu drehen“ und „seine Integrität und sein Mut glänz[t]en in jeder Szene.“
Nach Meinung der Redaktion des KulturSPIEGELs ist Der Nebel ein „netter Grusel-Trash, in dem Stephen-King-Regisseur Darabont seiner panischen Kundschaft faschistoides Ausrasten nach Art von ‚Herr der Fliegen‘ und ein ungewöhnliches Ende verordnet.“

## Fernsehadaption
Im September 2015 wurde bekannt, dass die Story von King als Fernsehserie verfilmt werden soll. Die Handlung dreht sich weitestgehend um eine neue Geschichte, wobei der Nebel und dessen Mysterien weiterhin im Vordergrund stehen wird. Entwickelt wurde die Serie von Dimension Television, einer Produktionsfirma von The Weinstein Company, die bereits den Film produzierte. Am 22. Juni 2017 startete diese im US-Fernsehen.

## Nominierungen und Auszeichnungen
Marcia Gay Harden gewann einen Saturn Award 2008 in der Kategorie Beste Nebendarstellerin, daneben waren Frank Darabont als Bester Regisseur und der Film als Bester Horrorfilm nominiert. Nathan Gamble erhielt im selben Jahr eine Nominierung der Young Artist Awards als Best Performance in a Feature Film – Young Actor Age Ten or Younger.
2009 gewann der Film ebenfalls bei den Saturn Awards die Auszeichnung in der Kategorie Best DVD Special Edition Release. Im selben Jahr wurde der Film bei den Empire Awards in der Kategorie Best Horror nominiert.